# 天主教馬薩特蘭教區
天主教馬薩特蘭教區（拉丁語：Dioecesis Mazatlanensis），是墨西哥一個天主教教區，位於西北部錫那羅亞州南部，屬杜蘭戈總教區。
教區成立於1958年11月22日。2004年有教友711,691人，佔總人口93.0%。有四十個堂區、司鐸七十七人。現任教區主教為馬里奧·埃斯皮諾薩·康特雷拉斯。